# 1830 en Belgique
Chronologie de la Belgique
- 1826
- 1827
- 1828
- 1829
- 1830
- 1831
- 1832
- 1833
- 1834

Cette page recense des événements qui se sont produits durant l'année 1830 en Belgique.

## Chronologie

### Mars 1830
- 16 mars : parution à Liège du premier numéro de la Revue belge, périodique littéraire.

### Avril 1830
- 30 avril : le journaliste libéral Louis de Potter est accusé de complot contre l'État et d'incitation à la rébellion. Il est condamné par la cour d'assises de Bruxelles à un bannissement de huit ans. Ses amis Jean-François Tielemans et Adolphe Bartels sont condamnés à sept ans de bannissement et l'imprimeur Jean-Baptiste De Nève à cinq ans.

### Juin 1830
- 4 juin : le roi Guillaume Ier des Pays-Bas rétablit la liberté totale des langues dans les provinces flamandes et dans les arrondissements de Bruxelles et Louvain.

### Août 1830
- 8 août : Guillaume Ier ouvre l’exposition de Bruxelles. Le souverain du royaume des Pays-Bas rentre à La Haye le 12 août après avoir donné une attention toute particulière aux objets exposés[1].

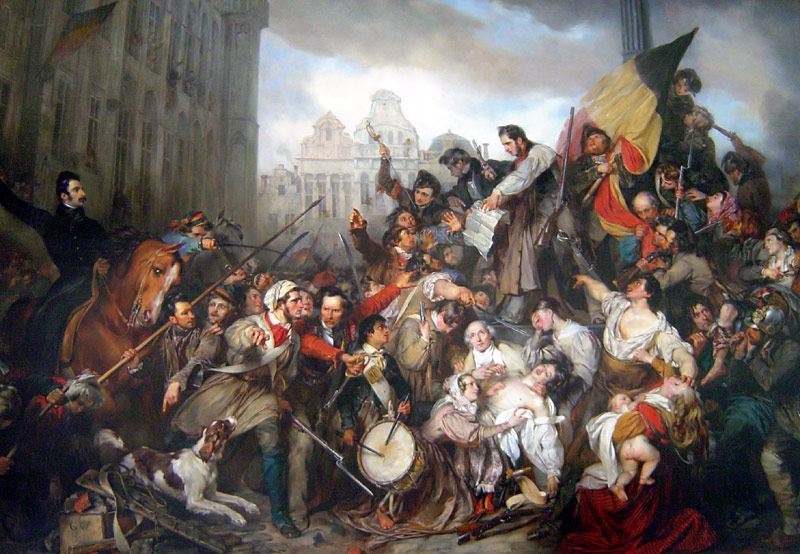
La révolution belge de 1830

- 25 août : début de l'insurrection de 1830 dans les Pays-Bas méridionaux à la suite de la représentation de La Muette de Portici au théâtre de la Monnaie de Bruxelles[2]. Ces évènements marquent le commencement de la révolution belge par le soulèvement bruxellois contre le régime trop « hollandais » du Royaume uni des Pays-Bas et conduisent à l'indépendance de la Belgique puis à la guerre belgo-néerlandaise.
- 26 août : Marie Abts confectionne les premiers drapeaux belges.
- 28 août : le conseil de la garde bourgeoise de Bruxelles envoie une adresse au roi pour exprimer ses griefs. Émeutes à Verviers.
- 30 août : Guillaume Ier ordonne l'envoi de troupes aux portes de Bruxelles avec ses deux fils, les princes Guillaume et Frédéric.
- 31 août : l'armée stationne à Vilvorde.

### Septembre 1830
- 1er septembre : le prince Guillaume entre dans Bruxelles, sous la protection de la garde bourgeoise.
- 3 septembre : la commission de sûreté de Namur envoie une adresse au roi.
- 4 septembre - 7 septembre : le mouvement s’amplifie, des barricades apparaissent et l'insurrection reçoit le soutien de 400 Liégeois menés par Charles Rogier[3].
- 5 septembre : une délégation de modérés rencontre Guillaume Ier à La Haye.
- 7 septembre : arrivée de Charles Rogier et d'autres Liégeois à Bruxelles.
- 12 septembre : fondation de la « Réunion centrale », club révolutionnaire et républicain. Parmi les fondateurs, T. Van Mons et T. Pardon, avocat[4].
- 20 septembre : 
  - la Réunion centrale prend le pouvoir en tant que régime provisoire.
  - la garde bourgeoise de Bruxelles, formée d’éléments modérés, est désarmée par les émeutiers. Le chef de la garde, Emmanuel d'Hooghvorst se range avec le peuple et organise les insurgés[5], cependant que de nombreuses villes et provinces belges se soulèvent.
- 22 septembre : arrivée de l'armée néerlandaise à Bruxelles sous le commandement du prince Frédéric.
- Du 23 au 27 septembre :
- 23 - 26 septembre :  « Journées de Septembre ». Combats dans les rues de Bruxelles entre les troupes néerlandaises et les révolutionnaires[6]. Face à l'intervention néerlandaise, les radicaux et les modérés se liguent et combattent aux côtés des insurgés auxquels se joignent des immigrés de divers pays dont des Français républicains et bonapartistes réfugiés en Belgique, ce sont les « Quatre Journées ».
- 24 septembre : formation de la « Commission administrative » à Bruxelles.
- 26 septembre : la Commission administrative prend le nom de Gouvernement provisoire[2]. Après quatre jours de combats, les troupes hollandaises ont abandonné la presque totalité du territoire belge (Cette date du 26 septembre se trouve sur le mur de la salle des séances plénières du parlement national belge).
- 27 septembre : les insurgés belges ont repoussé les troupes néerlandaises jusqu’à l’ancienne frontière nord des Pays-Bas autrichiens.
- 28 septembre : le Gouvernement provisoire cède le pouvoir à son « Comité central ».
- 29 septembre : sécession des provinces belges.

### Octobre 1830
- 4 octobre :
  - Le Gouvernement provisoire proclame l'indépendance de la Belgique et convoque un Congrès national pour la fin novembre[7].
  - Le prince Guillaume est à Anvers.
- 6 octobre : capitulation de la citadelle de Liège[8] et création du 11e régiment de ligne sur base de l'ancien régiment néerlandais du même nom.
- 8 octobre : 
  - Charles de Brouckère rencontre à Anvers le prince d'Orange et lui affirme qu'il est favorable à ce qu'il accède au trône de Belgique.
  - Élections communales
- 16 octobre : 
  - Le gouvernement provisoire déclare l'annexion du grand-duché de Luxembourg à la Belgique[9], alors que ce territoire est une possession privée de la Maison d'Orange-Nassau dont Guillaume Ier, le roi des Pays-Bas, en est également le grand-duc.
  - création du 1er régiment d'infanterie de l'armée belge.
- 20 octobre 1830 : arrêté royal de Guillaume Ier suspendant son autorité législative et exécutive en Belgique ainsi que la représentation des provinces belges aux États généraux du royaume des Pays-Bas.
- 21 octobre 1830 : la prise de Malines s’achève par la prise du pont de Walem, sur la Nèthe[10]
- 26 octobre 1830 : les troupes de volontaires belges entrent dans Anvers pour déloger les néerlandais de la citadelle d'Anvers.
- 27 octobre : bombardement d'Anvers par le général David Chassé.

### Novembre 1830
- 3 novembre : élection du Congrès national au suffrage censitaire et capacitaire.
- 4 novembre : début de la Conférence de Londres.
- 10 novembre : ouverture du Congrès National belge, première assemblée législative de la Belgique[11]. Ce Congrès édicte une constitution d'inspiration libérale et décide de donner à la Belgique un statut de monarchie constitutionnelle tout en excluant de la couronne de Belgique les membres de la famille royale hollandaise, la maison d'Orange-Nassau.
- 18 novembre : le Congrès national confirme par décret l'indépendance de la Belgique[12].
- 19 novembre : création de la Gendarmerie nationale belge.
- 24 novembre : décret constitutionnel excluant perpétuellement tout membre de la maison d'Orange-Nassau d'exercer une fonction de pouvoir en Belgique.

### Décembre 1830
- 20 décembre : la Conférence de Londres entre la France et l'Angleterre reconnaît le fait accompli de l’indépendance de la Belgique[13].

## Arts
- juillet ouverture du Salon de Bruxelles de 1830, huitième édition d'une exposition d'œuvres d'artistes vivants.

## Sciences
- Fondation de l'Établissement géographique de Bruxelles.

## Naissances
- 4 janvier : Jules Pecher, artiste peintre, sculpteur.
- 13 avril : Ferdinand Pauwels, artiste peintre.
- 1er mai : Guido Gezelle, prêtre, poète.
- 15 juin : 
  - Jules Isaac, homme politique.
  - Eugène van Outryve d'Ydewalle, homme politique.
- 4 juillet: Adolphe Eymael, pharmacien, industriel.
- 28 août : Émile de Becker, homme politique, avocat.
- 4 septembre : Eudore Pirmez, homme politique, industriel.
- 12 octobre : Jacques-Joseph Brassine, général, homme politique.
- 23 octobre : Jules Halkin, sculpteur.

## Décès
- 10 février : Jean Massaux, homme politique.
- 18 février : Charles de Mérode, homme politique.
- 26 février : Joseph-Denis Odevaere, artiste peintre.
- 4 novembre : Frédéric de Mérode, volontaire de la révolution belge.
- 17 novembre : Petrus van Regemorter, artiste peintre.
- 30 décembre : Charles van Marcke, peintre sur porcelaine.